# Semjon
Semjon (rusko Семён) je rusko moško osebno ime; je različica imena Simon.

## Ljudje
- Semjon Mihajlovič Budjoni, maršal Sovjetske zveze
- Semjon Ivanovič Dežnjov, ruski raziskovalec
- Semjon Davidovič Pančulidzev, ruski general
- Semjon Lvovič Farada, ruski igralec